# Раскомменор Тауншип (округ Беркс, Пенсільванія)
Раскомменор Тауншип (англ. Ruscombmanor Township) — селище (англ. township) в США, в окрузі Беркс штату Пенсільванія. Населення — 3998 осіб (2020).

## Демографія
Згідно з переписом 2010 року, у селищі мешкало 4112 осіб у 1540 домогосподарствах у складі 1216 родин. Було 1608 помешкань
Расовий склад населення:
| - 98,1 % — білих - 0,5 % — чорних або афроамериканців - 0,5 % — азіатів - 0,1 % — вихідців з тихоокеанських островів - 0,1 % — корінних американців |

До двох чи більше рас належало 0,6 %. Частка іспаномовних становила 1,1 % від усіх жителів.
За віковим діапазоном населення розподілялося таким чином: 20,5 % — особи молодші 18 років, 64,5 % — особи у віці 18—64 років, 15,0 % — особи у віці 65 років та старші. Медіана віку мешканця становила 46,5 року. На 100 осіб жіночої статі у селищі припадало 104,3 чоловіків;  на 100 жінок у віці від 18 років та старших — 104,3 чоловіків також старших 18 років.
Середній дохід на одне домашнє господарство  становив 90 452 долари США (медіана — 79 779), а середній дохід на одну сім'ю — 99 541 долар (медіана — 88 462). За межею бідності перебувало 6,5 % осіб, у тому числі 0,0 % дітей у віці до 18 років та 7,5 % осіб у віці 65 років та старших.
Цивільне працевлаштоване населення становило 2191 особа. Основні галузі зайнятості: виробництво — 25,6 %, освіта, охорона здоров'я та соціальна допомога — 23,5 %, роздрібна торгівля — 9,9 %, будівництво — 8,5 %.